# Szabó Pál (főesperes)
Szabó Pál (Hídvég (Hont megye), 1752. január 20. – Esztergom, 1835. augusztus 30.) esztergomi kanonok, prépost és főesperes.

## Élete
A teológiát Bécsben végezte; 1775. szeptember 20-án fölszenteltetett, azután káplán volt, 1785-től plébános Varbón. 1808-ban kerületi alesperes, 1809-ben plébános Tardoskedden. 1820. október 7-én esztergomi kanonok, majd monostrai címzetes apát, 1823. szeptember 15-én barsi főesperes, 1829. december 1-jén szentgyörgymezei prépost és főszékesegyházi főesperes lett. 1825. szeptember 25-én tartotta 50 évi áldozó papságának jubileumát.

## Munkái
- Egyházi beszéd. Mellyet... 1807. Sz.-György havának 27. Palánkon azon alkalmatosságával mondott, midőn... Frivaldszky János úr... mint 50 esztendős misés pap második új miséjét tartaná. Selmeczbánya, 1807.
- Egyházi beszéd, mellyet Szent István Magyarország első királyának napjára s az ő ditsőséges jobb kezéhez tartatott jeles ünneplésre készített és a budai főtemplomban élő nyelvel 1811. eszt. mondott. Buda.
- Carmen Cels. ac. Rev. principi Dno Alexandro a Rudna et Divék-Uj-Falu archiepiscopo Strigoniensi... dum regimen archi-dioecesis suae Strigoniensis, comitatusque nominis ejusdem ritu solemni capesseret anno 1829. die 16. May devote mente oblatum. Uo.
- Carmen, quo Cels. ac Rev. Dno principi Alexandro a Rudna et Divék-Újfalu, primati et archipraesuli suo benignissimo, devotissimum metropolitanum Strigoniense capitulum, occasione solennis suae in fundos extruendarum domorum suarum capitularium intraductionis, pro praestitis sibi beneficiis perennem gratitudinem suam intima cum veneratione contestatur Strigonii, die XII. mensis Maii anno 1823. Strigonii.
- Vota pia et amiea pro auspicatissima onomasi Ill. ac Rev. Dni Alexii Jordánszky episcopi Tinniensis... Ex corde deprompta Strigonii die 17. Julii 1832. Uo. (Költemény.)